# Parafia Najświętszej Maryi Panny Pocieszenia w Zalesiu
Parafia pw. Najświętszej Maryi Panny Pocieszenia w Zalesiu – rzymskokatolicka parafia należąca do dekanatu Dąbrowa Białostocka, archidiecezji białostockiej, metropolii białostockiej.

## Zasięg parafii
Do parafii należą wierni z następujących miejscowości: Zalesie, Achrymowce, Bieniasze, Cimanie, Krzysztoforowo, Łowczyki, Litwinki, Mieleszkowce Pawłowickie, Mieleszkowce Zalesiańskie, Ogrodniki, Pawłowicze i Pohorany.

## Proboszczowie
- ks. Wojciech Markowski (2008–2020)[2]
- ks. Jakub Budkiewicz (2020– )[3]